# まみむめマンデー
『まみむめマンデー』は、合唱集団おとだまのシモティーとテツヤがパーソナリティを務める、和歌山県橋本市東家のFMはしもとで放送されていたラジオ番組。2013年4月1日放送開始、2017年9月25日放送終了。

## 番組名
オープニングからのタイトルコールでは、『合唱集団おとだまシモティーの まみむめマンデー』と冠をつけて言っているが、正式な番組名としては『まみむめマンデー』である。
リスナーからは、もみもみマンデー・まみむめモンデーなど、番組名いじりネタが絶えない。

## 放送時間
毎週月曜日20時00分-21時29分の90分生放送。
2013年4月1日のFMはしもと開局初日（第1回）から同年9月30日（第27回）までは20時00分-20時59分の60分番組であった。
ただし、2013年9月16日（第25回）の放送は、当時の後番組「トップに聞く」の収録が間に合わなかった都合により90分。

## 番組概要
合唱集団おとだまのシモティーとテツヤの二人による本格音楽番組ということになっているが、流す楽曲は後述の「今週のハーモニー」と「シモセレ５」のトップになった曲のみ（たまに別に１曲流す場合も）で、リクエストには一切応えず、しゃべり通すバラエティー番組である。
投稿はFMはしもとホームページのリクエストフォームか、メール・はがき・FAXで募集している。ツイッターやフェイスブックなどのSNSでは募集していない。
（というか、シモティーがほとんどのトークをしつつ、PA操作、更に放送開始後のメールをパソコンで拾う作業があり、SNSからのメッセージをチェック出来る余裕が無いと明言していた。）

## 番組進行
20時00分の時報明けのエコーをかけた「今週のひとこと」の後、タイトルコール。時々、ひとことで終わらず、数分間エコートークをすることがある。
そこから20時29分頃まで約30分間、シモティーの身の回りの話を中心としたフリートークが展開される。ほぼ15分毎にCMが入り、それを1コマと呼んでいるが、2コマ目に「シモセレ5」の紹介が入る。フリートークの展開具合により、タイミングはまちまちである。
20時30分からは「今週のハーモニー」とネタコーナー。「今週のハーモニー」は和歌山県北部・紀北地方のコーラス合唱団の演奏音源を流している。シモティー曰く「ここがまみむめマンデーで一番大事なところ。サブリミナル効果で合唱のよさを洗脳していく」のだそうである。
20時45分からはお便り紹介。突出した人気を誇るため、放送時間の半分をお便り紹介に費やしているが、超絶早口になりつつも。リスナーいじりをしつつ読み切る。
通常のCMは、シモティーが自分のタイミングでスイッチを押して入れていくが、21時00分の時報のみは強制で入るため、途切れることが多い。リスナーもそれを当然のこととして受け入れている。
21時20分すぎに「シモセレ5」で投票数トップの曲がかかり、その後エンディングトークへと続く。

## 出来事
鼻ティッシュ
当初から片方の鼻にティッシュを差し込んだ顔写真を宣材として使用しており、トレードマークになっているが、普段は実際に鼻ティッシュを装着しているわけではない。
体重
FMはしもとの周波数81.6MHzにちなみ公称81.6kg。
シモティー欠席
仕事などの都合によりシモティー不在の放送が時々あり、テツヤが一人で放送したり、合唱集団おとだまのメンバーが来て放送している。第5回放送（2013年04月29日）・第44回放送（2014年1月27日）・第160回放送（2016年4月25日）が不在であった。
生歌
子供リスナーから童謡のリクエストがくると、その場で歌っている。また、リスナーから誕生日メッセージがくると二人で「Happy Birthday to You」を歌っている。
まみむめステッカー
リスナーサービスとして、シモティーが自腹で番組ステッカーを制作。ついうっかり住所氏名を書いて送ってきたリスナーに送りつけている。FMはしもとの玄関を入ったところにも置いてある。Ver.1は黄色地に青の文字のみ、2013年11月25日配布開始。Ver.2は黄色地に鼻ティッシュイラスト、2014年7月21日配布開始。Ver.3は銀色地に鼻ティッシュイラスト、2015年8月17日配布開始。
まみむめうちわ
2014年8月2日（土）開催の「紀の川橋本サマーボール2014」において、FMはしもとブースで15:00から先着100名にプレゼントされた。
TSJ
徳友素敵女子。第79回（2014年9月29日）のシモセレ5に德永英明の「さよならの向う側」が入れられたところ、徳永英明ファンが投票に押し寄せ、次週以降もリスナーとして居着くようになり、シモティーが徳友素敵女子と名付けた。
プレゼント
リスナーから贈られるプレゼントに関しては、番組やブログで紹介してお礼はするがお返しはされない。贈られたものをそのまま生放送中にリスナープレゼントとしてお裾分けされることも多い。また、シモティーやテツヤが出かけた際のお土産や、シモティーが山などで拾ってきたものをプレゼントすることもしばしばである。
バレンタイン
バレンタインのみはホワイトデーにオリジナルデザインのサクマドロップを返送している。
第100回放送
2015年3月2日に第100回放送を迎えたが、本人は通常運転したかったらしく、冒頭からうんこトークを展開。
まみむ名刺
シモティーの鼻ティッシュイラスト入りの名刺。2016年3月21日配布開始。

## コーナー

### 現在
シモティーセレクト5（シモセレ5）
当初はセレクト20で曲名非公開の当て物であった。第29回（2013年10月14日）からセレクト30となり、ブログにモザイクをかけた曲リストをのせるようになる。第37回からセレクト10となり、番宣ブログに曲名をのせる投票制となり、ポイントレースがスタート。第42回（2014年1月13日）から、シモセレとなる。
今週のハーモニー
第64回（2014年6月16日）～　紀の川筋の地元合唱団の演奏を毎週1曲ずつ流している。
みんなでつくろうまみむめカルタ（みんカル）
第144回（2016年1月4日）～

### 過去
イモトマサヤのミュージックナントカ
第1回（2013年4月1日）～第78回（2014年9月22日）　20時30分からの約15分間の音楽コーナー。
ともちゃんしりとり
第14回（2013年7月1日）～第79回（2014年9月29日）　ともちゃん（当時5歳男児）と、当時毎週火曜日生放送だった7th Chord Radio、まみむめマンデーでFAXによるしりとりを行っていた。DJ N@OKIの仕事の都合で7th Chord Radioが収録番組になったため終了。
みんなでつくろうオリジナルソング（みんつく）
曲名はひまわり。第81回（2014年10月13日）～第90回（2014年12月15日）で1番歌詞確定。第91回（2014年12月22日）シモティーとテツヤの各デモ曲音源披露。第92回放送（2015年1月5日）リスナー投票により、11対5という圧倒的な得票差でテツヤ曲に決定。第93回放送（2015年1月12日）～第101回放送（2015年3月9日）で2番歌詞確定。2015年6月28日紀北合唱祭において合唱集団おとだまによって初演。第117回放送（2015年6月29日）シモティー・テツヤによって生歌披露。
もんだいクイズ（もんクイ）
第102回（2015年3月16日）～第135回（2015年11月2日）
あのヒミツ教えます（あのミツ）
第122回（2015年8月3日）～第135回（2015年11月2日）
アウト？セーフ？おしえてギリギリライン！（ギリライ）
第137回（2015年11月16日）～第143回（2015年12月28日）

## まみむめポイントレース
第1期　2014上半期
第37回（2013年12月9日）～第66回（2014年6月30日）
第2期　2014下半期
第67回（2014年7月7日）～第91回（2014年12月22日）
第3期　2015上半期
第92回（2015年1月5日）～第117回（2015年6月29日）
第4期　2015下半期
第118回（2015年7月6日）～第143回（2015年12月28日）
第5期　2016上半期
第144回（2016年1月4日）～第169回（2016年6月27日）
第6期　2016下半期
第170回（2016年7月4日）～

ポイントレースの景品は、上位１０名にはオリジナル切手、更に上位３位まではシモティー手作りのノベルティーが進呈された。
また１位は、生番組出演という、名誉なんだか罰ゲームなんだか分からない恒例イベントも・・・

## ゲスト
第136回（2015年11月9日）
LARGE-T（車椅子ラッパー）、AKKO（シンガー）、MEEYAA（ダンサー）
第176回（2016年8月15日）
LARGE-T（車椅子ラッパー）、AKKO（シンガー）、MEEYAA（ダンサー）

## スポンサー
寺本紙器株式会社
コーナースポンサー（20:30～20:45）第028回（2013年10月7日）～

## オープニングテーマ

### 現在
昇り龍 / LARGE-T
第74回（2014年8月25日）～

### 過去
Good Lovin' / Bobby McFerrin
第1回（2013年4月1日）～第32回（2013年11月04日）
ぱぴぷぺぱーり→ / ハジ→
第33回（2013年11月11日）～第58回（2014年5月5日）
楽器の弾けないミュ→ジシャン♪♪。 / ハジ→
第59回（2014年5月12日）～第73回（2014年8月18日）

## エンディングテーマ

### 現在
COLORS feat.AKKO,KENGO / LARGE-T
第135回（2015年11月2日）～

### 過去
One Japan / LARGE-T
第74回（2014年8月25日）～第134回（2015年10月26日）